# Herman Hollerith
Herman Hollerith (Buffalo, New York, 1860. február 29. – Washington, 1929. november 17.) német származású amerikai statisztikus, feltaláló, üzletember.

## Életpályája
Szülei Németországból vándoroltak ki az Amerikai Egyesült Államokba, Herman Hollerith már New Yorkban született. Hollerith 1875-ben lépett be a City College-ba, és 1879-ben bányamérnöki diplomát szerzett. Röviddel ezután tanárának, William P. Towbridge-nek az asszisztense lett az Egyesült Államok 1880. évi népszámlálásában.

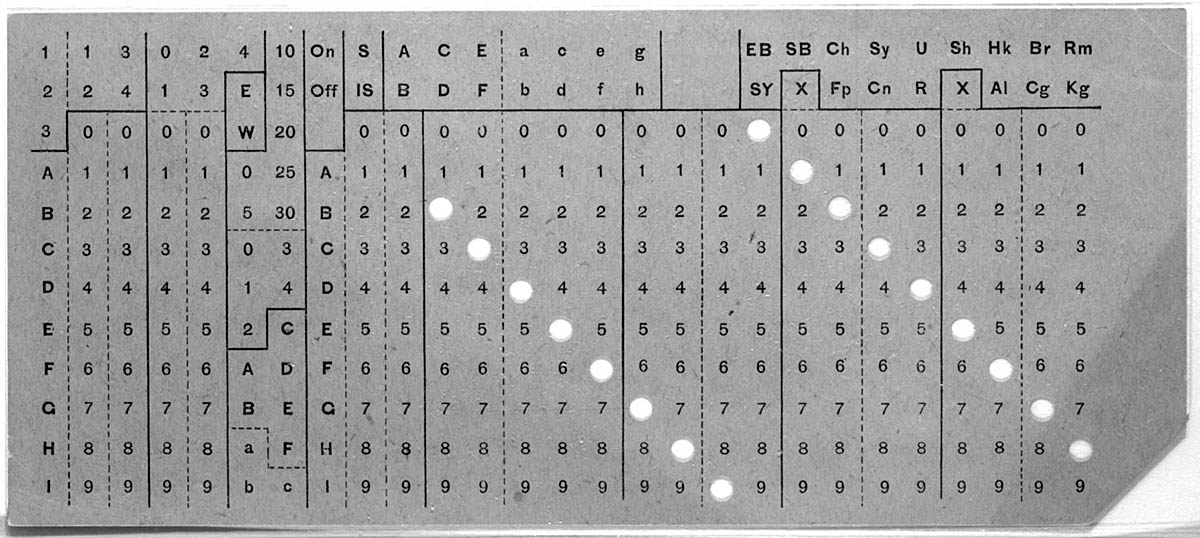
Hollerith-lyukkártya, a perforált kártyákat adatfeldolgozásra használták az USA 1890-es népszámlálási adatainak feldolgozásakor

A következő évtizedekben rövid ideig a Massachusettsi Műegyetem oktatója volt, kísérletezett a légfékkel, s a Washingtoni Szabadalmi Hivatalnak is dolgozott. Eközben igyekezett megoldani azt a problémát, hogyan lehetne automatizálni a népszámlálás eredményeinek táblázatokba foglalását.
1890. szeptember 5-én feleségül vette Lucia Beverley Talcottot (1865. december 3.–1944. augusztus 4.). 6 gyerekük született.
1886-ban Herman Hollerith lyukkártya-feldolgozó gépet talált fel, amelyet elektronikus számlálásra lehetett felhasználni. A lyukkártyák szendvicsként helyezkedtek el rézrudak között; ahol lyuk volt a kártyán, ott a rézrudak kontaktust létesítettek, és egy elektromos áramkör záródott. A készüléket arra tervezték, hogy fel lehessen dolgozni vele az 1880-as népszámlálás adatait. Kézi feldolgozással ez több mint egy évtizedig tartott volna.
Mire elérkezett az 1890-es népszámlálás, Hollerith már feltalálta azt a gépet, amely a statisztikai adatokat lyukkártyák elektromos leolvasásával és rendszerezésével dolgozta fel. A találmány szép sikert aratott az USA-ban is, de még nagyobbat Európában, ahol sokféle statisztikai célra használták fel. 1896-ban Hollerith megalapította a New York-i Tabulating Machine Companyt a gép gyártására. Fúziók egész sora nyomán e vállalatból nőtt ki a hírneves IBM 1924-ben.
A 20. századi számítógépek kifejlesztésekor hasonló lyukkártyákat használták a programok és adatok beviteléhez.